# Bellator 69
 Bellator LXIX  foi um evento de artes marciais mistas promovido pelo Bellator Fighting Championships, ocorrido em 18 de maio de 2012 no L'Auberge du Lac Casino Resort em Lake Charles, Louisiana. O evento foi transmitido ao vivo na MTV2.

## Background
Esse evento contou com a final do Torneio de Médios da Sexta Temporada.
O pesos pesados Ron Sparks e Kevin Asplund competiriam em uma luta por uma vaga no Torneio de Pesados da Sétima Temporada. Porém, a luta foi cancelada no dia do evento porque Sparks estava passando mal.
Com Hector Lombard indo para o Ultimate Fighting Championship, o Cinturão Peso Médio do Bellator ficou vago. Em 25 de Abril de 2012, o fundador do Bellator Bjorn Rebney anunciou que o vencedor do Torneio de Médios entra Maiquel Falcão e Andreas Spang enfrentaria Alexander Shlemenko para definir o Campeão dos Médios do Bellator.